# Połtawa (obwód charkowski)
Połtawa (ukr. Полтава) – wieś na Ukrainie, w obwodzie charkowskim, w rejonie kupiańskim. W 2001 liczyła 145 mieszkańców, spośród których 137 posługiwało się językiem ukraińskim, a 8 rosyjskim.